# Königsmoos

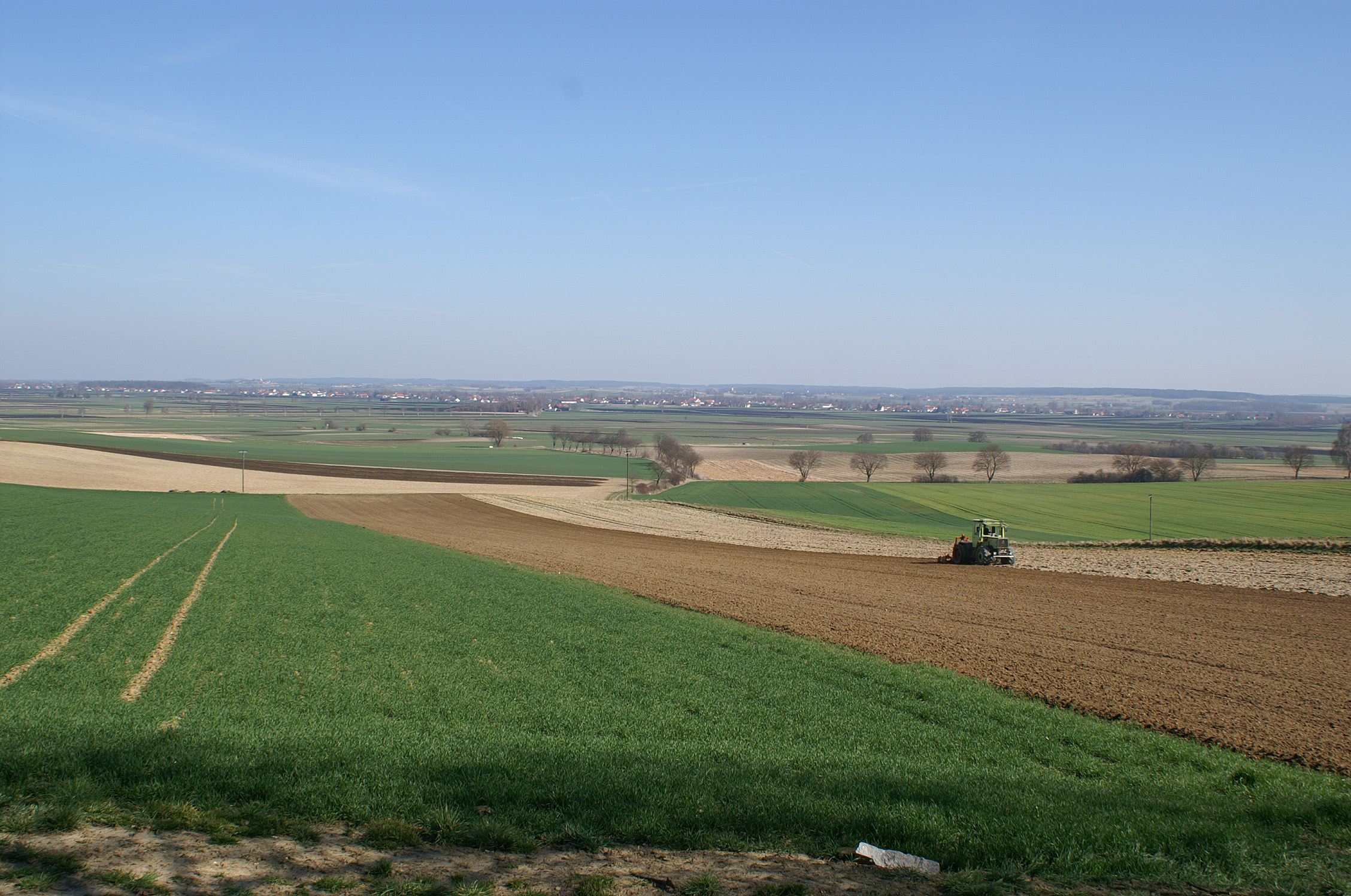
Königsmoos von Westen

Königsmoos ist eine Gemeinde im oberbayerischen Landkreis Neuburg-Schrobenhausen.

## Geografie
Königsmoos liegt im Donaumoos und in der Planungsregion Ingolstadt.

### Gemeindegliederung
In der Gemeinde gibt es fünf Gemarkungen und neun Gemeindeteile (in Klammern ist der Siedlungstyp angegeben):
| Gemeindeteil | Siedlungstyp | Gemarkung                      |
| ------------ | ------------ | ------------------------------ |
| Achhäuser    | Dorf         | Ludwigsmoos                    |
| Klingsmoos   | Pfarrdorf    | Ludwigsmoos                    |
| Klingsmoos   | Pfarrdorf    | Sandizell (Gemarkungsteil 0)   |
| Ludwigsmoos  | Pfarrdorf    | Ludwigsmoos                    |
| Ludwigsmoos  | Pfarrdorf    | Langenmosen (Gemarkungsteil 0) |
| Obergrasheim | Dorf         | Berg im Gau (Gemarkungsteil 1) |
| Obermaxfeld  | Dorf         | Untermaxfeld                   |
| Rosing       | Dorf         | Untermaxfeld                   |
| Stengelheim  | Dorf         | Untermaxfeld                   |
| Untermaxfeld | Pfarrdorf    | Untermaxfeld                   |
| Zitzelsheim  | Einöde       | Untermaxfeld                   |

#### Einwohnerzahlen der Gemeindeteile
(Stand: 30. Juni 2025)
- Achhäuser (107)
- Klingsmoos (1.399)
- Ludwigsmoos (1.068)
- Obergrasheim (158)
- Obermaxfeld (501)
- Rosing (54)
- Stengelheim (896)
- Untermaxfeld (878)
- Zitzelsheim (11)

### Nachbargemeinden
- Gemeinde Ehekirchen
- Gemeinde Oberhausen
- Gemeinde Rohrenfels
- Stadt Neuburg an der Donau
- Gemeinde Karlshuld
- Gemeinde Berg im Gau
- Gemeinde Langenmosen
- Stadt Schrobenhausen
- Markt Pöttmes, Landkreis Aichach-Friedberg

## Geschichte

### Bis zur Gemeindegründung
Die Gewinnung von Kulturland ist uralt. So sind bereits in der Römerzeit und im 15. und 17. Jahrhundert Bestrebungen zur Kultivierung des Donaumooses bekannt. 
Im Jahre 1777 erbte Karl Theodor von der Pfalz das Kurfürstentum Bayern. Im selben Jahr schlug der Statthalter von Neuburg, Graf Pappenheim, die Trockenlegung des „Donaumooses“ vor. In den Jahren 1778 bis 1781 schuf der naturkundige Benefiziat Johann Jakob Lanz von Berg im Gau mit seinem „Hauptbericht“ die wissenschaftliche Grundlage für die spätere Entwässerung und Kultivierung des Donaumooses.
Im Jahre 1789 wurde unter Leitung von Stephan Freiherr von Stengel eine Kommission gebildet, zu der auch Johann Georg von Aretin und Adrian von Riedl gehörten, die das Moos im Besonderen durch die Anlage des Hauptkanals und des Militärkanals entwässerten. Großteils in zwei Jahren wurden rund 250 km Kanäle gezogen. Von Berg im Gau nach Altmannstetten sowie von Pobenhausen und Reichertshofen nach Lichtenau wurden die ersten befestigten Straßen angelegt.
Im Jahre 1791 begann aufgrund der vorwiegend mineralischen Böden die Besiedelung von Osten her. Auf Vorschlag von Freiherr von Aretin wurden die Kolonien als Straßendörfer angelegt.
Der größte Teil des heutigen Gemeindegebiets gehörte damals zum Moosgericht im Rentamt München des Kurfürstentums Bayern. Kleinere Teile um Untermaxfeld lagen auch im Herzogtum Neuburg. Der Gemeindeteil Stengelheim entstand bei der von Freiherr Stephan von Stengel initiierten Trockenlegung des Donaumooses und wurde nach diesem benannt.
Die Gemeinde Königsmoos entstand am 1. Januar 1975.

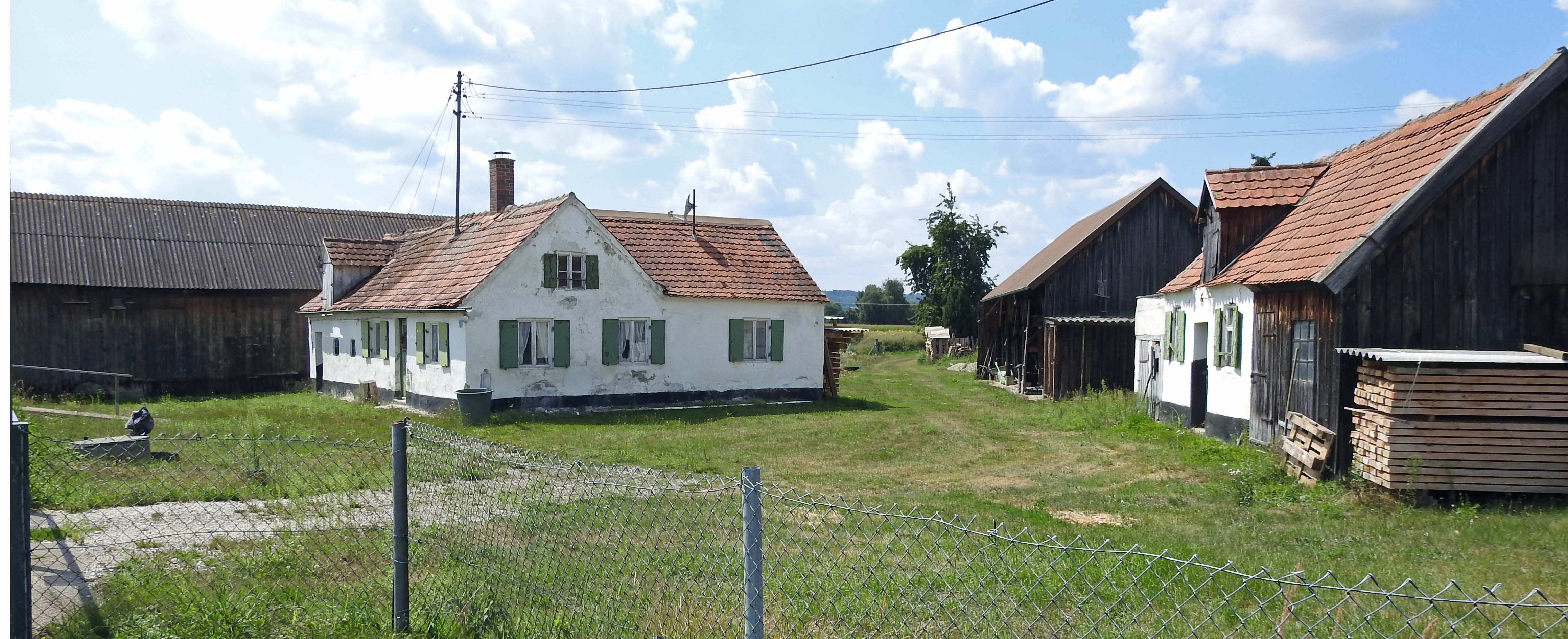
Selten gewordener Typ des Moosgehöfts in Klingsmoos

### Fusion und Eingemeindungen
Die Gemeinde Königsmoos entstand am 1. Januar 1975 durch den freiwilligen Zusammenschluss der drei Gemeinden Klingsmoos (738 Einwohner, nachdem am 1. Januar 1974 ein Zugang von 185 Einwohnern von Sandizell nach Klingsmoos erfolgte), Ludwigsmoos (480 Einwohner) und Untermaxfeld (1150 Einwohner). Ausgangspunkt für die Namensgebung war, dass die Orte Unter- und Obermaxfeld nach König Max I. Joseph und Ludwigsmoos nach König Ludwig I. benannt worden waren. Klingsmoos hieß ursprünglich Theresienfeld, benannt nach der Königin Therese von Bayern, der Gattin Ludwigs I.
Am 1. Januar 1977 kamen Gebiete aus dem Markt Pöttmes, Landkreis Aichach-Friedberg, und den Gemeinden Langenmosen und Wagenhofen hinzu. Am 1. Januar 1978 wurde die Gemeinde Walda aufgelöst. Ein Gebiet mit 63 Einwohnern kam zu Königsmoos. Größere Gebietsteile wurden in die Gemeinde Ehekirchen eingegliedert. Schließlich kamen am 1. Mai 1978 noch Teile der aufgelösten Gemeinden Dinkelshausen und Hollenbach hinzu. Zum gleichen Zeitpunkt trat die Gemeinde Berg im Gau Gebietsteile ab.
Bis zum Abschluss der Gebietsreform am 1. Mai 1978 kamen im Detail noch aus folgenden Donaumoosrandgemeinden Gebietsteile zu Königsmoos:
am 1. Januar 1977
- 199 Einwohner aus dem Markt Pöttmes (Teil von Klingsmoos)
- 166 Einwohner aus der Gemeinde Langenmosen (Teil von Ludwigsmoos)

am 1. Januar 1978
- 63 Einwohner aus der Gemeinde Walda (Teil von Klingsmoos)

am 1. Mai 1978
- 14 Einwohner aus der Gemeinde Rohrenfels (Stengelheim)
- 6 Einwohner aus der Gemeinde Oberhausen (Achhäuser)
- 77 Einwohner aus der Gemeinde Hollenbach (Achhäuser)
- 61 Einwohner aus der Gemeinde Dinkelshausen (Achhäuser)
- 217 Einwohner aus der Gemeinde Berg im Gau (Obergrasheim und ein Teil von Stengelheim und Ludwigsmoos)

Fünf Einwohner (Grabmühle) wurden am 1. Januar 1977 an die Gemeinde Langenmosen abgegeben.
Damit waren die Einwohnerzahl zum 1. Mai 1978 auf 3207 und die Gesamtfläche auf 4083 ha angewachsen.

### Einwohnerentwicklung
Zwischen 1988 und 2018 wuchs die Gemeinde von 3299 auf 4746 um 1447 Einwohner bzw. um 43,9 %.
- 1961: 2841 Einwohner
- 1970: 3195 Einwohner
- 1987: 3226 Einwohner
- 1991: 3403 Einwohner
- 1995: 3743 Einwohner
- 2000: 3911 Einwohner
- 2005: 4184 Einwohner
- 2010: 4361 Einwohner
- 2015: 4619 Einwohner

## Politik

### Bürgermeister
Erster Bürgermeister ist seit 1. Mai 2008 Heinrich Seißler aus Untermaxfeld (Freie Wähler); bei der Wahl am 15. März 2020 wurde dieser mit 97,9 % für weitere sechs Jahre im Amt bestätigt. Er ist der Nachfolger von Auguste Schmid aus Klingsmoos.
Von der Fusion 1975 bis 30. April 1996 war Johann Kober († 14. April 2020) Bürgermeister der Gemeinde; zuvor war er vom 1. Juli 1972 bis 31. Dezember 1974 ehrenamtlicher Bürgermeister von Untermaxfeld.

### Gemeinderat in der Wahlperiode 2008–2014
Von den 16 Sitzen entfallen auf:
- CSU: 6 Sitze
- SPD: 2 Sitze
- Freie Wähler: 5 Sitze
- Bürgergemeinschaft: 3 Sitze

### Gemeinderat in der Wahlperiode 2014–2020
Von den 16 Sitzen entfallen auf:
- CSU: 5 Sitze
- SPD: 1 Sitz
- Freie Wähler: 6 Sitze
- Bürgergemeinschaft: 4 Sitze

### Gemeinderat in der Wahlperiode 2020–2026
Von den 16 Sitzen entfallen auf:
- CSU: 4 Sitze
- Freie Wähler Königsmoos: 6 Sitze
- AfD: 1 Sitz
- SPD: 1 Sitz
- Bürgergemeinschaft Königsmoos: 4 Sitze

### Gemeindesteuern
Die Gemeindesteuereinnahmen betrugen im Jahr 2017 insgesamt 3.518.000 €, davon betrugen die Gewerbesteuereinnahmen (netto) 593.000 €. Größter Einnahmeposten war der Gemeindeanteil an der Einkommensteuer mit 2.453.000 €.

### Wappen
| Wappen Gde. Königsmoos | Blasonierung: „In Schwarz über einem gesenkten goldenen Schräglinksbalken und einer gesenkten goldenen Schräglinksleiste eine goldene Bügelkrone, die bayerische Königskrone.“ |
| Wappen Gde. Königsmoos | Wappenbegründung: Die bayerische Königskrone redet für den Gemeindenamen und symbolisiert die engen historischen Beziehungen der Gemeindeteile zum bayerischen Königshaus. Der bayerische Kurfürst und spätere König Max Joseph gab der Kolonie Maxfeld den Namen, die 1801 von Siedlern aus der Pfalz gegründet wurde. Ludwigsmoos und Klingsmoos entstanden ab 1822. Die enge Verbindung zum Königshaus belegen die ursprünglichen Namen Ludwigsfeld und Theresienfeld nach dem damaligen Kronprinzen und seiner Frau. Theresienfeld wurde 1831 zu Ehren des Direktors der Landesdirektion von Bayern, Johann Peter von Kling, in Klingsmoos umbenannt. Kling hatte sich um die Urbarmachung des Donaumooses große Verdienste erworben. Der Schräglinksbalken und die Schräglinksleiste versinnbildlichen die Straßen und Kanäle, die das Donaumoos erschlossen und deren Verlauf die Besiedlung folgte. Es entstanden die für das Donaumoos typischen Straßendörfer. Die Feldfarbe Schwarz bezieht sich auf die dunklen Moosgründe, auf denen die neuen Siedlungen entstanden waren. Dieses Wappen wird seit 1980 geführt. |

### Partnergemeinden
Die Gemeinde unterhält Gemeindepartnerschaften mit den beiden deutschen Gemeinden Großkarolinenfeld bei Rosenheim (seit 12. Januar 2001) und Hergenfeld in Rheinland-Pfalz (seit dem 3. Oktober 2010).
Großkarolinenfeld liegt wie Königsmoos in einem ehemaligen Niedermoor und wurde – wie Königsmoos – auf Veranlassung des Kurfürsten Karl Theodor Ende des 18. Jahrhunderts durch pfälzische Kolonisten besiedelt und urbar gemacht.
Hergenfeld ist der Geburtsort des an der Kultivierung des Donaumooses maßgeblich beteiligten kurfürstlichen Forstkammerdirektors Johann Peter Kling, des Namensgebers des Königsmooser Teilorts Klingsmoos.

## Wirtschaft und Infrastruktur

### Wirtschaft einschließlich Land- und Forstwirtschaft
Es gab 2011 nach der amtlichen Statistik 423 sozialversicherungspflichtig Beschäftigte am Arbeitsort und 1835 Beschäftigte am Wohnort. Im verarbeitenden Gewerbe gab es zwei Betriebe, im Bauhauptgewerbe zehn Betriebe. Im Jahr 2010 bestanden 104 landwirtschaftliche Betriebe; landwirtschaftlich genutzt waren 3653 ha der Gemeindefläche. Der Ort gehört zur Planungsregion Ingolstadt.

### Bildung
Es gibt folgende Einrichtungen (Stand: 2019):
- Kindergärten: Betreuung von 167 Kindern
- Volksschulen: eine (mit elf Lehrern und 189 Schülern)

## Donaumoospegel

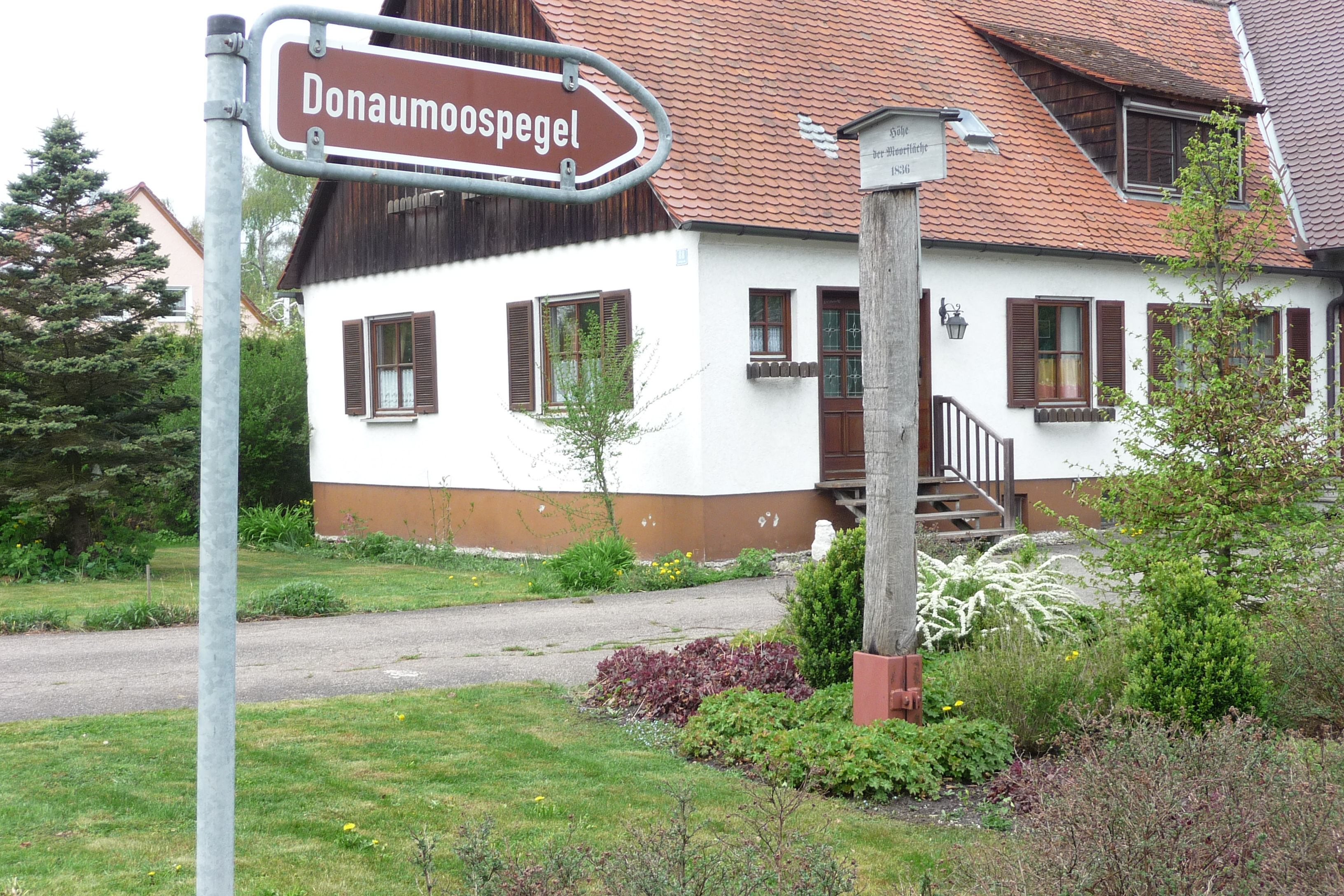
Der Donaumoospegel verdeutlicht die Absackung des Moorbodens

Beeindruckend zeigt sich die Absenkung der ehemaligen Moorfläche im Donaumoos am Donaumoospegel. Dieser ist ein Eichenpfahl, der am 4. Oktober 1860 in den Boden eingeschlagen wurde und 2006 etwa 2,85 Meter aus dem Boden ragte. Dies entspricht in etwa der Absackung des Bodens seit 1836, denn beim Einschlagen des Pfahles war die von 1836 bis 1860 festgestellte Sackung um 1,18 Meter berücksichtigt worden.

## Persönlichkeiten
- Hans Centmayer (1903–1991), Politiker (CSU), geboren in Obermaxfeld
- Christin Gmelch (* 1988), Politikerin (AfD), lebt in Klingsmoos